# Gal Gadotová

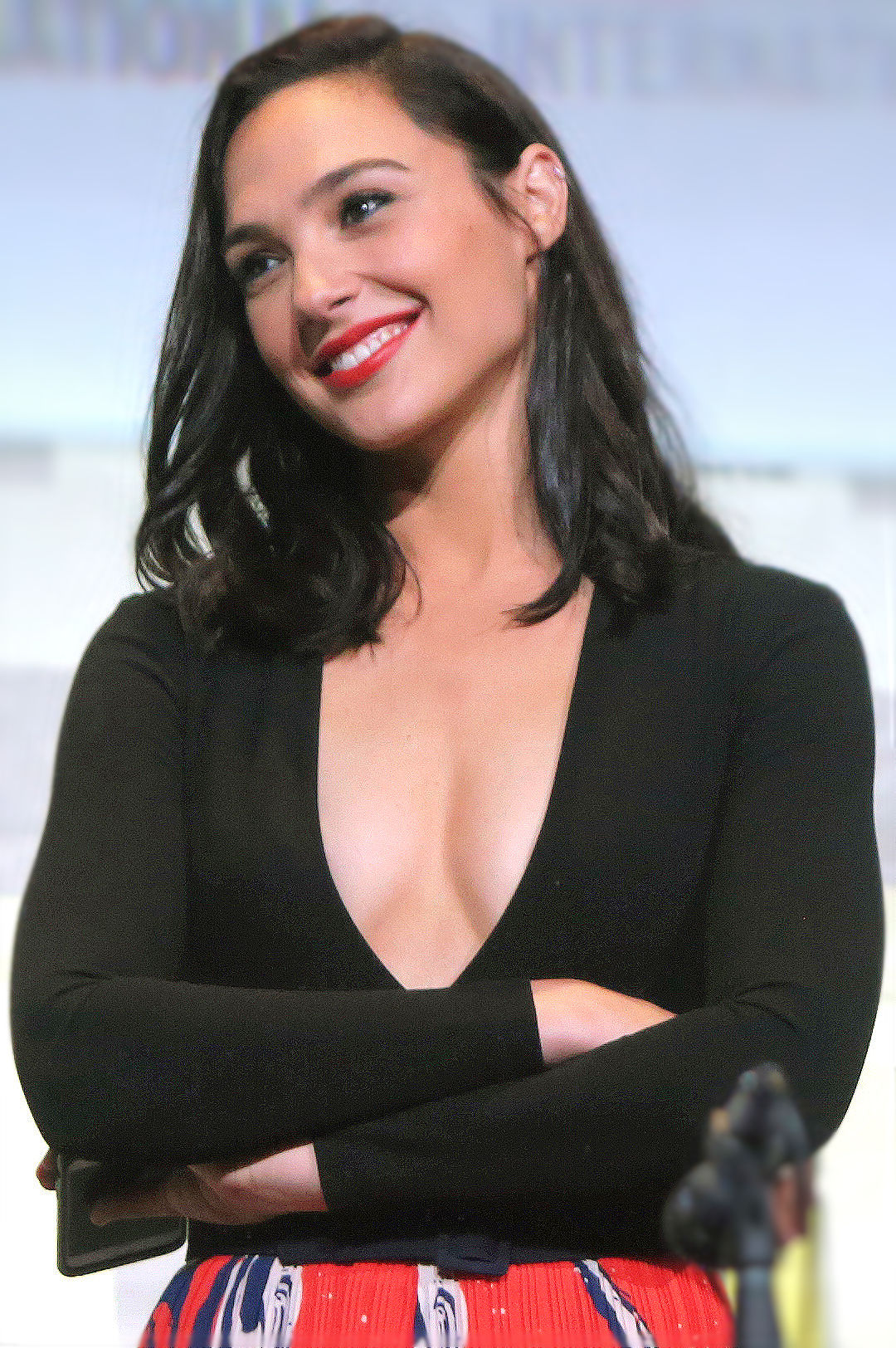
Gadotová na San Diego Comic-Con International v roce 2016

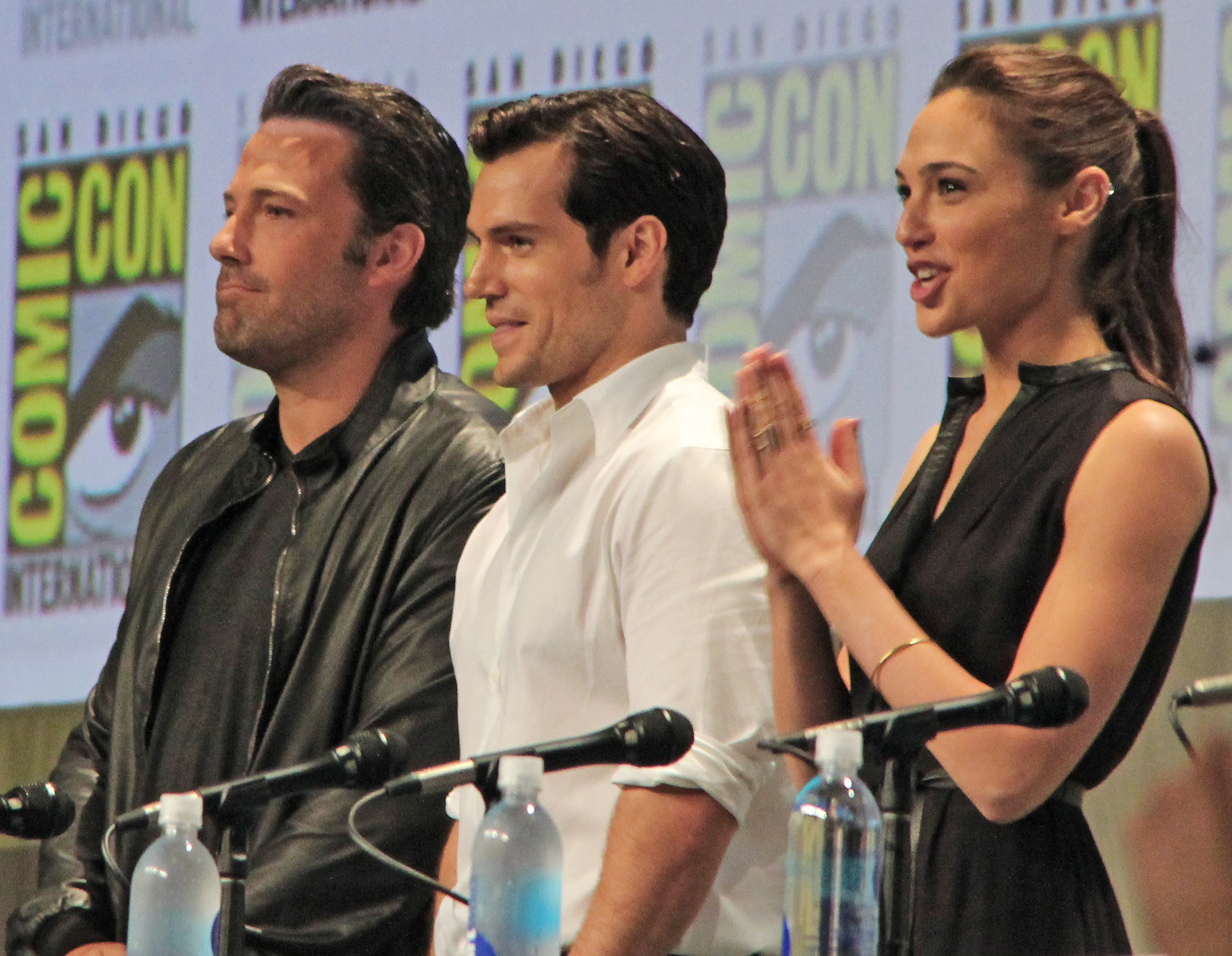
Ben Affleck, Henry Cavill a Gadotová na San Diego Comic-Con za film Batman v Superman: Úsvit spravedlnosti v roce 2014

Gal Gadotová (Gal Gadot-Varsano, hebrejsky גל גדות‎; * 30. dubna 1985 Petach Tikva) je izraelská herečka a modelka. Její herecká dráha začala v roce 2009, kdy hrála roli Gisele v sérii Rychle a zběsile. Je také známá rolí Wonder Woman ve filmovém universu DC Extended Universe. Hrála zde ve filmech Batman vs Superman: Úsvit spravedlnosti, Wonder Woman či Liga spravedlnosti.
V roce 2004 se stala Miss Izrael. Ve věku asi 20 let absolvovala povinnou dvouletou vojenskou službu.

## Životopis
Gal Gadotová se narodila v Petach Tikva v Izraeli a vyrostla v sousedním městě Roš ha-Ajin. V hebrejštině znamená její křestní jméno „vlna“ a příjmení „nábřeží“. Její matka Irit Gadotová (rodným jménem Weissová) je učitelka a otec Michael Gadot inženýr. Oba se narodili v Izraeli a hebraizovali svá příjmení „Greenstein“. Její prarodiče pocházeli z Evropy. Dědeček byl vězněm v Osvětimi a přežil holokaust a babička opustila Evropu před nacistickou invazí. Gadotová uvedla, že byla vychována ve „velmi židovském a izraelském rodinném prostředí“. Její předci jsou ŽIdé z ¼ německého, ¼ polského, ¼ rakouského a ¼ českého původu. Má mladší sestru Danu. Jejím studijním předmětem na střední škole byla biologie. Prohlásila také, že díky své výšce byla na škole úspěšná v basketbalu. Jako teenagerka si často přivydělávala hlídáním dětí či prací v provozech řetězce Burger King. V dospělosti studovala právo a politické vědy na univerzitě Interdisciplinary Center Herzliya.

### Služba v armádě
Od 18 let sloužila po dva roky jako trenérka bojových umění v Izraelských obranných sílách. O svém času v armádě uvedla: „Dáte tomu dva nebo tři roky a není to o vás. Naučíte se disciplíně a respektu.“ Gadotová říká, že ji její výcvik pomohl s rolí Gisele v Rychlí a zběsilí: „Myslím si, že hlavním důvodem, proč mě měl režisér Justin Lin doopravdy rád, bylo, že jsem byla v armádě, a chtěl využít mé znalosti zbraní.“ Navíc má československé předky, její děda Adolf Weiss se v Československu narodil, a jako jediný z rodiny přežil hrůzy holokaustu v koncentračním táboře Osvětim.

## Kariéra

### Modeling a soutěže
Ve věku 18 let se stala roku 2004 Miss Izrael a téhož roku soutěžila také v Miss Universe pořádaného v Ekvádoru. Nato byla dva roky v armádě a poté začala studovat právo.
Byla modelkou v reklamách na Miss Sixty, smartphone Huawei, rum Captain Morgan, parfémy Gucci či pleťovou vodu Vine Vera nebo auta Jaguar. V roce 2015 se stala tváří značky Gucci Bamboo. Objevila se na obalech časopisů Cosmopolitan, Glamour, Bride, Entertainment Weekly, UMM, Cleo, Fashion, Lucire nebo FHM. V letech 2008 až 2016 byla hlavní modelkou značky Castro. V roce 2013 byl její roční plat odhadnut na 2,4 milionu NIS, což v přepočtu činí 15 milionů KČ.
Ve 21letech se objevila v časopise Maxim jakožto „Women of the Israeli Army“ a na obálce New York Post. V dubnu 2012 ji web Shalom Life zařadil mezi „50 nejtalentovanějších, nejinteligentnějších, nejzábavnějších a nejkrásnějších židovských žen na světě“ a umístila se hned za modelkou Bar Refaeli a herečkou Evou Greenovou. Roku 2014 byla Gadot spolu s Odeya Rush uvedena jako nadcházející dáma magazínu InStyle.

### Herectví
Po dokončení prvního ročníku školy byla kontaktována svým agentem, zda by si nechtěla zahrát Bond girl Camille Montes ve filmu Quantum of Solace Ačkoli se jí nakonec nestala, o pár měsíců později byla obsazena do izraelského dramata Bubot z roku 2008. O tři měsíce později ji byla stejným agentem nabídnuta role Gisele Yashar ve filmu Rychlí a zběsilí V těchto filmech dělala akrobatické kousky ona sama.
V roce 2010 účinkovala ve vedlejší roli v akční komedie Noční rande a Zatím spolu, zatím živi. Roku 2011 se vrátila k franšíze Rychle a zběsile a zahrála si postavu Gisele v Rychle a zběsile 5. V roce 2013 si ji zahrála opět a to v Rychle a zběsile 6. Ve všech třech filmech si akrobatické kousky dělala sama.
V roce 2016 si Gadotová zahrála Wonder Woman ve filmu Batman v Superman: Úsvit spravedlnosti. Aby svoji roli zahrála perfektně, tak trénovala šerm, kung-fu, kickbox, capoeiru a brazilské jiu-jitsu. Výkon Gadotové za superhrdinku byl jedním z nejlepších částí filmu.
V roce 2016 si také zahrála malou roli v kriminálním thrilleru Triple 9. Později v tomtéž roce byla obsazena do akčního kriminálního filmu Criminal, kde hrála manželku Ryana Reynoldse. Jejím posledním filmem z roku 2016 byla akční komedie Keeping Up with the Joneses.
Roku 2017 si Gadotová zahrála hlavní postavu ve filmu Wonder Woman. Samou roli si zopakovala ve filmu Liga spravedlnosti, jehož premiéra se uskutečnila 17. listopadu 2017. Jedná se o její třetí film v DC Extended Universe. V roce 2017 bylo Gadotové nabídnuto členství v Akademii filmového umění a věd.
V březnu 2025 jí byla odhalena hvězda na hollywoodském chodníku slávy.

## Osobní život
28. září 2008 se provdala za izraelského developera nemovitostí Yarona Versanoa. Mají spolu čtyři dcery - Almu, Mayu, Daniellu a Ori. Do roku 2015 pár vlastnil luxusní hotel v Tel Avivu, kdy ho prodali Romanu Abramovičovi za 26 milionů dolarů.

## Filmografie

### Film
| Rok           | Název                                  | Role                           | Poznámky         |
| ------------- | -------------------------------------- | ------------------------------ | ---------------- |
| 2009          | Rychlí a zběsilí                       | Gisele Yashar                  |                  |
| 2010          | Noční rande                            | Natanya                        |                  |
| 2010          | Zatím spolu, zatím živi                | Naomi                          |                  |
| 2011          | Rychle a zběsile 5                     | Gisele Yashar                  |                  |
| 2013          | Rychle a zběsile 6                     | Gisele Yashar                  |                  |
| 2014          | Shoshana khaloutz merkazi              | Mirit Ben Harush               | izraelský film   |
| 2016          | Triple 9                               | Elena Vlaslov                  |                  |
| 2016          | Batman v Superman: Úsvit spravedlnosti | princezna Diana / Wonder Woman |                  |
| 2016          | Criminal: V hlavě zločince             | Jill Pope                      |                  |
| 2016          | Špióni odvedle                         | Natalie Jones                  |                  |
| 2017          | Wonder Woman                           | princezna Diana / Wonder Woman |                  |
| 2017          | Liga spravedlnosti                     | princezna Diana / Wonder Woman |                  |
| 2020          | Wonder Woman 1984                      | princezna Diana / Wonder Woman |                  |
| 2021          | Red Notice                             | Sarah Black / Bishop           |                  |
| 2021          | Liga spravedlnosti Zacka Snydera       | princezna Diana / Wonder Woman |                  |
| 2022          | Smrt na Nilu                           | Linnet Ridgeway-Doyle          |                  |
| 2023          | Shazam! Hněv bohů                      | princezna Diana / Wonder Woman |                  |
| 2023          | Flash                                  | princezna Diana / Wonder Woman |                  |
| 2023          | Rychle a zběsile 10                    | Gisele Yashar                  | cameo            |
| 2023          | Rachel Stoneová: Sázka na Srdce        | Rachel Stone                   | také producentka |
| 2025          | Sněhurka                               | Zlá královna                   |                  |
| bude oznámeno | Cleopatra                              | Kleopatra                      |                  |

### Televize
| Rok  | Název               | Role                   | Poznámky                       |
| ---- | ------------------- | ---------------------- | ------------------------------ |
| 2007 | Bubot               | Miriam „Merry“ Elkayam | izraelský seriál               |
| 2009 | Vincentův svět      | Lisa                   | díl: „Mezi přáteli“            |
| 2009 | The Beautiful Life  | Olivia                 | 3 díly                         |
| 2011 | Asfur               | Kika                   | izraelský seriál               |
| 2012 | Kathmandu           | Yamit Bareli           | izraelský seriál               |
| 2012 | Eretz Nehederet     | ona sama               | izraelský seriál               |
| 2017 | Saturday Night Live | ona sama               | host; díl: Gal Gadot/Sam Smith |
| 2018 | Simpsonovi          | Samu sebe (hlas)       | díl: „Návrat z ráje“           |

## Ocenění
| Rok  | Ocenění                                     | Kategorie                                 | Oceněná práce                                                           | Výsledek  | Ref    |
| ---- | ------------------------------------------- | ----------------------------------------- | ----------------------------------------------------------------------- | --------- | ------ |
| 2016 | Teen Choice Awards                          | Průlomová hvězda                          | Batman v Superman: Úsvit spravedlnosti                                  | nominace  | [ 47 ] |
| 2016 | Teen Choice Awards                          | Zloděj scén                               | Batman v Superman: Úsvit spravedlnosti                                  | nominace  | [ 47 ] |
| 2016 | Chinese American Film Festival              | Nejvíce populární americká herečka v Číně | Rychle a zběsile, Batman v Superman: Úsvit spravedlnosti a Wonder Woman | vítězství | [ 48 ] |
| 2016 | Critics' Choice Movie Awards                | Nejlepší herečka v akčním filmu           | Batman v Superman: Úsvit spravedlnosti                                  | nominace  | [ 49 ] |
| 2016 | Women Film Critics Circle                   | Nejlepší akční hrdinka                    | Batman v Superman: Úsvit spravedlnosti                                  | nominace  | [ 50 ] |
| 2017 | Detroit Film Critics Society                | Objev roku                                | Wonder Woman                                                            | nominace  |        |
| 2017 | National Board of Review Awards             | Spotlight Award                           | Wonder Woman                                                            | vítězství |        |
| 2017 | North Texas Film Critics Association        | Nejlepší herečka                          | Wonder Woman                                                            | nominace  |        |
| 2017 | Teen Choice Awards                          | Herečka: akční film                       | Wonder Woman                                                            | vítězství | [ 51 ] |
| 2017 | Teen Choice Awards                          | Herečka: Komedie                          | Špióni odvedle                                                          | nominace  | [ 51 ] |
| 2018 | Critics' Choice Movie Awards                | #SeeHer Awards                            |                                                                         | vítězství |        |
| 2018 | Cena Saturn                                 | Nejlepší herečka                          | Wonder Woman                                                            | vítězství |        |
| 2018 | MTV Movie & TV Awards                       | Nejlepší souboj                           | Wonder Woman                                                            | nominace  |        |
| 2018 | MTV Movie & TV Awards                       | Nejlepší hrdina                           | Wonder Woman                                                            | vítězství |        |
| 2018 | Mezinárodní filmový festival v Palm Springs | Stoupající hvězda: herečka                | Wonder Woman                                                            | vítězství |        |
| 2018 | Filmový festival v Santa Barbaře            | Nejlepší herečka                          | Wonder Woman                                                            | vítězství |        |
| 2018 | Teen Choice Awards                          | Nejlepší herečka: akční film              | Liga spravedlnosti                                                      | nominace  |        |